# Larmes et brouillard
Hors des remparts est le neuvième album publié dans la série Donjon Zénith de la saga Donjon, numéroté 9, dessiné par Boulet, écrit par Lewis Trondheim et Joann Sfar, mis en couleur par Walter et publié en 9 novembre 2022,.